# Atlanta

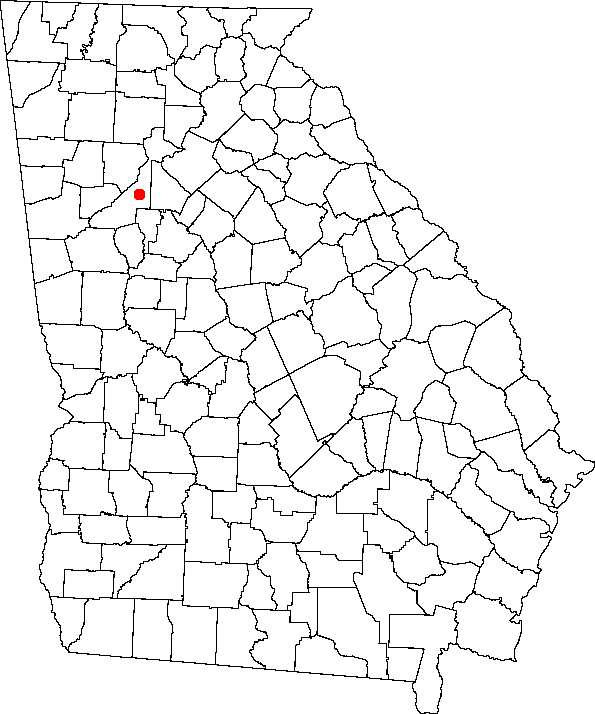
Vị trí của Atlanta, Georgia

Atlanta (IPA: /ˌætˈlɛ̃n.nə/ hay /ˌɛtˈlɛ̃n.nə/) là thủ phủ và là thành phố đông dân nhất của tiểu bang Georgia, là vùng đô thị lớn thứ 9 Hoa Kỳ. Theo số liệu thống kê tháng 7 năm 2005, thành phố có dân số 470.688 người và dân số vùng đô thị Atlanta là 4.917.717. Ngày 1 tháng 7 năm 2005, khu vực thống kê kết hợp của vùng đô thị Atlanta là 5.249.121 người.
Theo thống kê, diện tích thành phố là 343 km² (132,4 mi²). 341,2 km² (131,8 mi²) đất và 1,8 km² (0,7 mi²) mặt nước.

## Các thành phố xung quanh
- Sandy Springs: 85.445 dân
- Roswell: 79.338 dân
- Marietta: 58.748 dân
- Smyrna: 40.999 dân
- Kennesaw: 30.522 dân
- East Point: 39.595 dân
- North Atlanta (unincorporated): 38.579 dân
- Redan (unincorporated): 33.841 dân
- Dunwoody (unincorporated): 32.808 dân
- Mableton (unincorporated): 29.733 dân
- Forest Park. 21.447 dân
- College Park: 20.382 dân

## Khí hậu
| Tháng                                | Một          | Hai          | Ba           | Tư          | Năm          | Sáu         | Bảy          | Tám         | Chín         | Mười        | Mười Một     | Mười Hai    | Năm          |
| ------------------------------------ | ------------ | ------------ | ------------ | ----------- | ------------ | ----------- | ------------ | ----------- | ------------ | ----------- | ------------ | ----------- | ------------ |
| Nhiệt độ cao trung bình (°F (°C))    | 52 (11)      | 57 (14)      | 65 (18)      | 73 (23)     | 80 (27)      | 87 (31)     | 89 (32)      | 88 (31)     | 82 (28)      | 73 (23)     | 63 (17)      | 55 (13)     | 72 (22)      |
| Nhiệt độ thấp trung bình (°F (°C))   | 34 (1)       | 37 (3)       | 45 (7)       | 50 (10)     | 59 (15)      | 66 (19)     | 72 (22)      | 70 (21)     | 64 (18)      | 54 (12)     | 45 (7)       | 36 (2)      | 52 (11)      |
| Lượng mưa trung bình (inch (milimet) | 5,03 (127,8) | 4,68 (118,9) | 5,38 (136,7) | 3,62 (91,9) | 3,95 (100,3) | 3,63 (92,2) | 5,12 (130,0) | 3,63 (92,2) | 4,09 (103,9) | 3,11 (79,0) | 4,10 (104,1) | 3,82 (97,0) | 50,16 (1274) |

## Thể thao

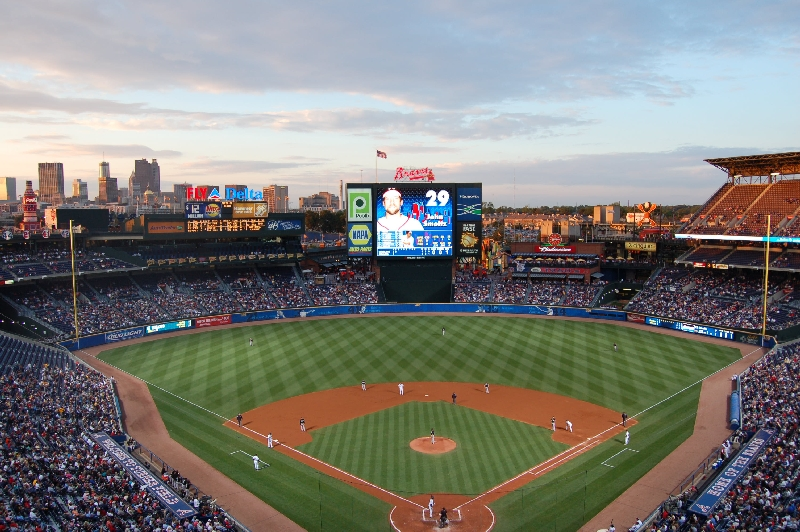
Turner Field

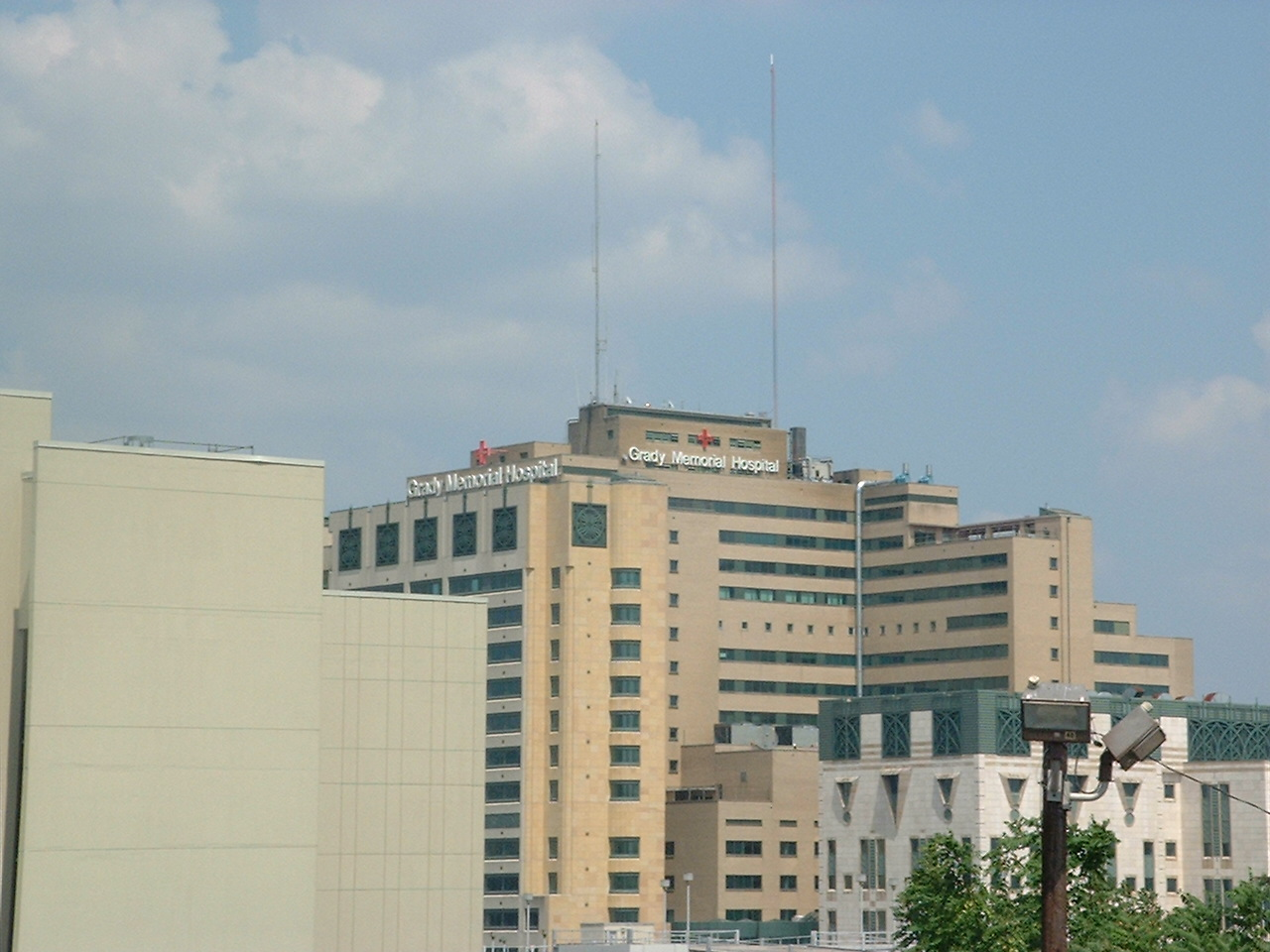
Bệnh viện tưởng niệm Grady là một trong những bệnh viện lớn của Atlanta.

| Câu lạc bộ      | Môn thể thao    | Giải | Sân nhà                    |
| --------------- | --------------- | ---- | -------------------------- |
| Atlanta Braves  | Bóng chày       | MLB  | Truist Park                |
| Atlanta Falcons | Bóng bầu dục Mỹ | NFL  | Sân vận động Mercedes-Benz |
| Atlanta Hawks   | Bóng rổ         | NBA  | State Farm Arena           |
| Atlanta United  | Bóng đá         | MLS  | Sân vận động Mercedes-Benz |
| Atlanta Dream   | Bóng rổ         | WNBA | Gateway Center Arena       |

## Chính phủ và luật pháp

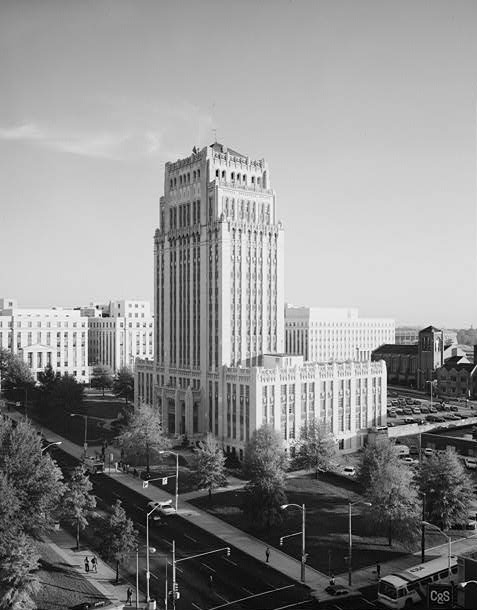
Atlanta City Hall

Atlanta được quản lý bởi một người thị trưởng và hội đồng thành phố. Hội đồng thành phố có 15 thành viên, đại diện cho 12 quận của thành phố và 3 toàn thành phố vị trí. Thị trưởng có thể phủ quyết một điều lệ đưa ra bởi hội đồng thành phố, nhưng sự phủ quyết đó có thể bị bác bỏ nếu đạt được trên 2/3 số người. Thị trưởng của Atlanta là Kasim Reed.

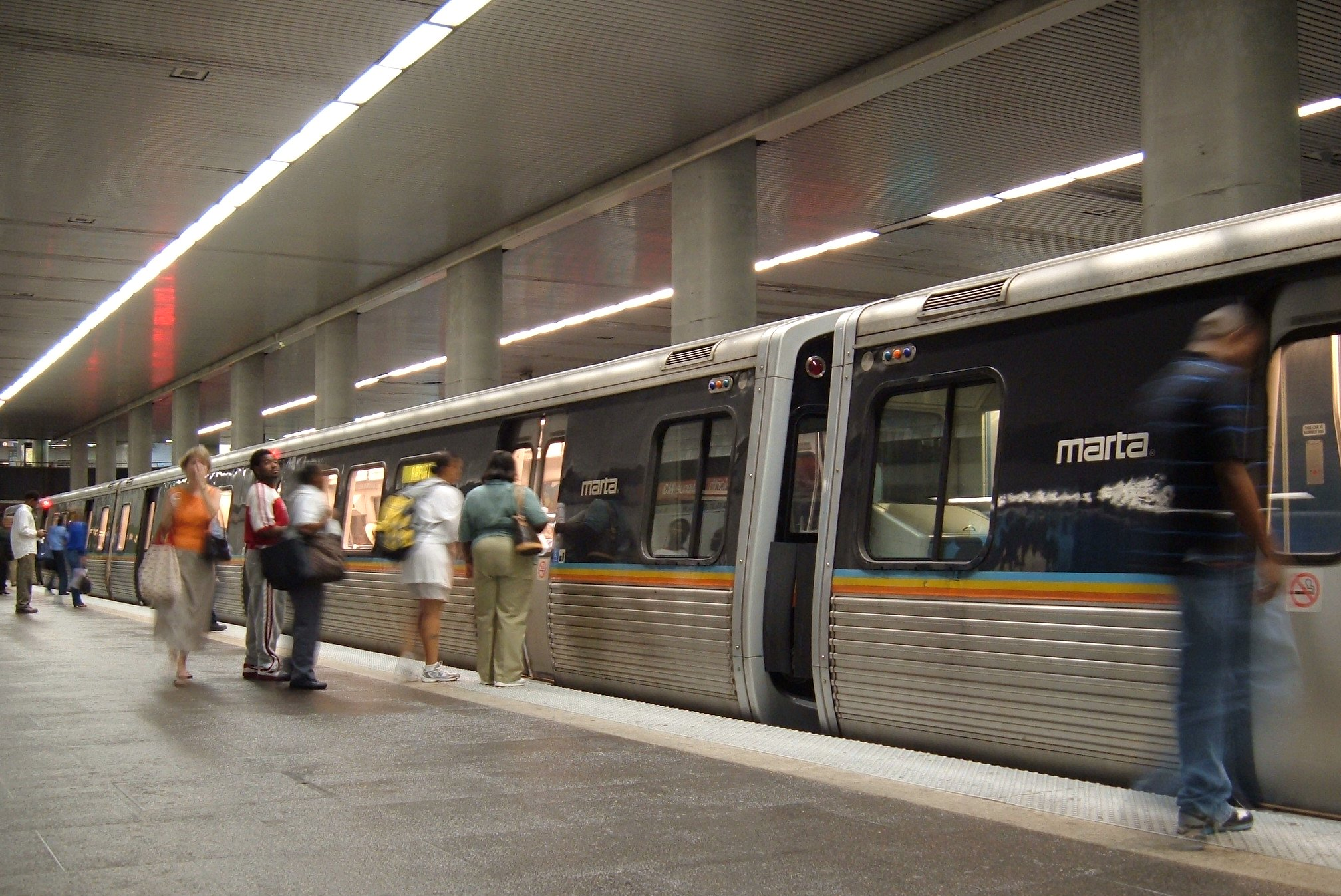
MARTA cung cấp giao thông công cộng tại Atlanta

## Các trường đại học cao đẳng

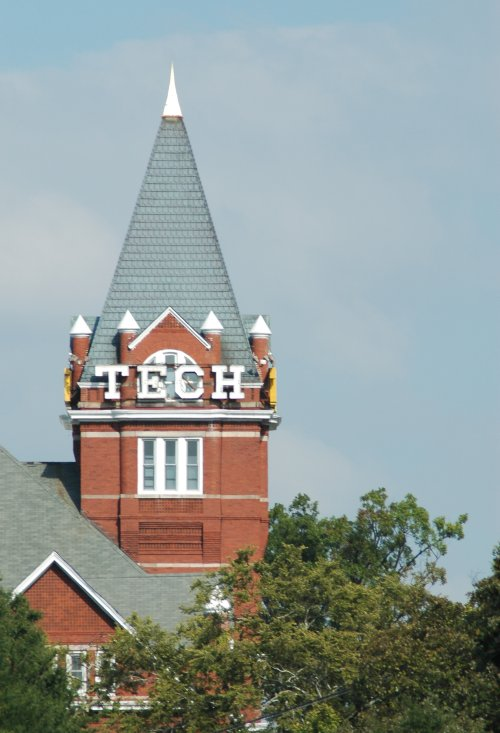
Tháp công nghệ Georgia

## Thành phố kết nghĩa
Atlanta có 19 thành phố kết nghĩa. (SCI):
- Brussel, Bỉ
- Bucharest, România
- Canberra, Úc
- Cotonou, Bénin
- Daegu, Hàn Quốc
- Fukuoka, Nhật Bản
- Lagos, Nigeria
- Montego Bay, Jamaica
- Newcastle trên sông Tyne, Vương quốc Liên hiệp Anh và Bắc Ireland
- Nürnberg, Đức
- Olympia Cổ, Hy Lạp
- Port of Spain, Trinidad và Tobago
- Ra'anana, Israel
- Rio de Janeiro, Brasil
- Salcedo, Cộng hòa Dominican
- Salzburg, Áo
- Đài Bắc, Trung Hoa Dân Quốc
- Tbilisi, Gruzia
- Toulouse, Pháp